# Problème du cercle

Cercle de rayon 5 centré à l'origine et les 81 nœuds qu'il contient.

Le problème du cercle de Gauss est un problème de mathématiques à l'énoncé très simple mais encore non résolu[réf. nécessaire]. Il consiste à considérer un cercle tracé sur un quadrillage et à demander combien de nœuds du quadrillage sont dans le cercle.

## Le problème
Considérons un cercle dans R2 avec le centre à l'origine et le rayon r ≥ 0. Le problème du cercle de Gauss demande combien de points il y a à l'intérieur de ce cercle de la forme (m,n), où m et n sont tous deux des nombres entiers. L'équation de ce cercle étant donnée en coordonnées cartésiennes par x2 + y2 = r2, le problème revient à demander combien de paires de nombres entiers (relatifs) m et n vérifient :
{\displaystyle m^{2}+n^{2}\leq r^{2}.}
Si la réponse donnée pour une valeur de r est sous la forme de N(r), alors la liste suivante montre les premières valeurs de N(r) pour r, un nombre entier compris entre 0 et 12. Elle est suivie de la liste des valeurs {\displaystyle \pi r^{2}} arrondies au nombre entier le plus proche :
1, 5, 13, 29, 49, 81, 113, 149, 197, 253, 317, 377, 441 (séquence A000328 dans l'OEIS )
0, 3, 13, 28, 50, 79, 113, 154, 201, 254, 314, 380, 452 (séquence A075726 dans l'OEIS )

## Forme exacte
La valeur de N(r) peut être donnée par plusieurs séries. En ce qui concerne la somme impliquant la fonction partie entière, il peut être exprimé ainsi :
{\displaystyle N(r)=1+4\sum _{i=0}^{\infty }\left(\left\lfloor {\frac {r^{2}}{4i+1}}\right\rfloor -\left\lfloor {\frac {r^{2}}{4i+3}}\right\rfloor \right).}
Une somme beaucoup plus simple apparaît si la fonction r2(n) est définie comme étant le nombre de façons d’écrire le nombre n comme somme de deux carrés. Ainsi, 
{\displaystyle N(r)=\sum _{n=0}^{r^{2}}r_{2}(n).}

## Généralisation
Bien que le problème initial demande le nombre de points entiers du réseau dans un cercle, il n'y a aucune raison de ne pas envisager d'autres formes ; ainsi le problème des diviseurs de Dirichlet est le problème équivalent où le cercle est remplacé par l'hyperbole équilatère. De même, on pourrait prolonger la question de deux dimensions à des dimensions supérieures, et demander le nombre de points entiers à l'intérieur d'une sphère ou d'un quelconque autre objet. 

### Le problème primitif du cercle
Une autre généralisation consiste à calculer le nombre de premiers entre eux des solutions entières m,n à l'équation,
{\displaystyle m^{2}+n^{2}\leq r^{2}.\,}
Ce problème est connu comme le problème du cercle primitif, car il implique la recherche de solutions primitives au problème du cercle initial. Si le nombre de ces solutions est notée V(r), alors les valeurs de V(r) pour r sont :
0, 4, 8, 16, 32, 48, 72, 88, 120, 152, 192 ... (séquence A175341 dans l'OEIS).
En liant le problème du cercle Gauss et le fait que la probabilité que deux entiers soient premiers entre eux est 6/π 2, il est relativement simple de démontrer que,
{\displaystyle V(r)={\frac {6}{\pi }}r^{2}+O(r^{1+\varepsilon }).}
Comme le problème du cercle, la partie problématique du problème du cercle primitif réduit l'exposant dans le terme d'erreur. À l'heure actuelle l'exposant le plus connu est 221/304  + ԑ si l'on suppose l'hypothèse de Riemann. Sans supposer l'hypothèse de Riemann, la plus connue est :
{\displaystyle V(r)={\frac {6}{\pi }}r^{2}+O(r\exp(-c(\log r)^{3/5}(\log \log r^{2})^{-1/5}))}
pour une constante positive c. En particulier, aucune hypothèse n’existe sur le terme d'erreur de la forme 1 -  ε pour tout ε > 0 qui est actuellement connu et ne supposant pas l'hypothèse de Riemann.